# Agencia de defensa privada
Una agencia privada de defensa, del inglés private defense agency o PDA, está conceptualizada como una agencia que proporciona servicios de defensa voluntariamente a través del mercado libre. Dentro de un sistema privado estaría encargada de resolver las controversias contractuales y daños y perjuicios extracontractuales, así como del asalto, el robo o la contaminación a personas y sus propiedades. Una agencia privada de defensa no es un contratista privado del Estado y no está subvencionado de manera alguna a través de tributos. Además, no dependen de la conscripción y otros medios de apoyo intrusivo u obligatorio. 
Las propuestas de agencias privadas de defensa y organismos similares han sido realizadas por el anarcocapitalismo. Dentro de la economía, el debate sobre el concepto ha sido en gran parte limitado a la escuela austríaca. 

## Dinámica de funcionamiento
Estas agencias trabajan en concierto con otros organismos, como compañías de seguros y agencias de arbitraje, y tendrán un conjunto diferente de motivos que los convencionales organismos de defensa estatal, como un servicio privado en libre competencia e integrado a todo un sistema privado y voluntario de justicia y seguridad (véase: ley policéntrica). Su supervivencia depende de la calidad del servicio que conduzca a una amplia base de clientes, en vez de la capacidad para obtener fondos a través de la fuerza de la ley. Se presupone que la libre competencia entre agencias reducirá los costos del servicio.
Estas agencias de defensa son particulares o privadas ya que son propiedad de quienes voluntariamente las crean y están al servicio de quienes voluntariamente las solicitan; sus fines pueden ser netamente la defensa mutua o pueden tener finalidad explícita de lucro; no tienen como finalidad la agresión sino tan solo fines defensivos, por lo que no son compañías de ejércitos (como sí ocurre con contratistas privados del Estado), ya que al no ser necesario el Estado, queda abolida una de sus principales funciones que es la guerra. 

[...]la defensa es un servicio como cualquier otro servicio; es un trabajo a la vez útil y deseado, por tanto es una mercancía sujeta a la ley de la oferta y la demanda; que en un libre mercado esta mercancía se ofrecerá a precio de costo; que prevaleciendo la competencia, el patrocinio irá a quien ofrezca el mejor producto al precio más bajo; que la producción y venta de esta mercancía está ahora monopolizada por el Estado; y el Estado al igual que todo monopolista, carga precios exorbitantes
Benjamin Tucker, En vez de un libro

Los individuos pueden suscribirse a agencias privadas de seguridad, las cuales pueden establecer formas no violentas de resolver disputas. Estas agencias tienen incentivos económicos para ser pacíficas y eficientes y respetar los derechos individuales. Si no se consiguen arbitrajes adecuados las disputas pueden transformarse en luchas destructivas perjudiciales para todos. Las empresas eficientes quieren en general desarrollar relaciones a largo plazo, y por lo tanto les interesa negociar de buena fe para asegurar su rentabilidad. Las firmas agresivas y menos respetuosas atraen clientes de alto riesgo, tienen costes muy altos y no son eficientes. Los individuos y las asociaciones racionales que persiguen su propio interés saben que la agresión es una actividad peligrosa y poco beneficiosa. La guerra es provocada más por el odio y la ignorancia que por el intento de obtener beneficios económicos.
Francisco Capella

Los anarquistas ven el Estado como ilegítimo y, por tanto, consideran la posibilidad de defensa como algo que las personas deben tener la capacidad de proporcionar o decidir por sí mismas. Es decir la producción de seguridad es una atribución que monopólica y abusivamente se ha dado a sí mismo el Estado, a través del concepto de seguridad nacional.

## Modelo libertario
Como una empresa privada que ofrece individualmente determinada defensa, la agencia de defensa ofrece un modelo anarquista de mercado de cómo una defensa totalmente privada podría aplicarse en la práctica; sus primeros proponentes fueron los anarquistas Benjamin Tucker y Gustave de Molinari. Murray Rothbard en "Por una nueva libertad" y David Friedman en la "Maquinaria de la libertad" amplían sustancialmente la idea.

Muchos críticos del anarquismo preguntan cómo evitaremos que nuestras asociaciones de protección mutua –con las cuales planeamos sustituir a los gobiernos—abusen ellas mismas de su poder. La crítica es buena; pero pienso que tales asociaciones tendrán pocas oportunidades de abusar de su poder, muchas menos que las que tienen los gobiernos actuales. Una masa ingobernable es igual de ingobernable para los gobiernos que para dichas asociaciones.
Roderick Long

De todas formas, muchos anarquistas creen que tales agencias no son necesarias para la defensa privada -o son menos necesarias-, en una sociedad sin Estado, ya que la escala de defensa es proporcional a un mercado libre, cuanto más libre este, menor es la escala de aquel. Dado que el mayor número de propietarios hace la rendición más costosa para un agresor, ya que las personas y el cuidado de su propia empresa suponen poca amenaza a las regiones vecinas, la vulnerabilidad a los ataques se considera menos probable.
La defensa nacional es la función de la que los estatistas están habitualmente menos dispuestos a ceder, por lo que el establecimiento de agencias privadas voluntarias como sustitutos del Estado o de otros mecanismos regionales de defensa reúne una fuerte resistencia. Los anarquistas de mercado consideran la privatización (voluntaria y sin participación del Estado) y la descentralización de la defensa (así como de la ley) como un elemento fundamental para el establecimiento de sociedades apátridas, ya que esencialmente eliminaría la credibilidad del Estado y, por tanto, el apoyo popular al mismo.